# Isfaroptera grylliformis
Isfaroptera grylliformis (лат.) — ископаемый вид прямокрылых насекомых рода Isfaroptera из семейства Haglidae. Обнаружен в юрских отложениях Средней Азии (Кыргызстан, ?Таджикистан; Shurab, Sulyukta Formation, около 185 млн лет, плинсбахский ярус). Длина переднего крыла 26 мм. Вид Isfaroptera grylliformis был впервые описан по отпечаткам надкрылий в 1937 году советским палеоэнтомологом Андреем Васильевичем Мартыновым (1879—1938; ПИН РАН, Москва, СССР) вместе с таксонами Ferghanopsyche rotundata, Archaboilus kisylkiensis, Eofulgoridium proximum, Fulgoropsis dubiosa, Kisylia psylloides, Liadotypus relictus и другими новыми ископаемыми видами. Таксон Isfaroptera grylliformis включён в состав рода Isfaroptera Martynov 1937 вместе с видом Isfaroptera yujiagouensis.